# Гробовщик (повесть)
«Гробовщи́к» — повесть Александра Сергеевича Пушкина из цикла «Повестей покойного Ивана Петровича Белкина», написанная в 1830 и изданная в 1831 году. Самая маленькая из повестей цикла.

## История создания
Повесть закончена 9 сентября 1830 года в селе Большое Болдино, где увидели свет и остальные повести из цикла «Белкина», через неделю после приезда Пушкина в село. Это была первая повесть из пяти написанных. Образ гробовщика взят с реального человека: на Большой Никитской, напротив дома невесты Пушкина действительно существовала лавка гробовщика Адриана. При этом переезд его со Старой Басманной на Большую Никитскую можно трактовать как намек на факты биографии самого Пушкина: в начале Старой Басманной улице, на Разгуляе, жил его дядя Василий Львович, скончавшийся накануне отъезда Пушкина в Болдино (что и спровоцировало отъезд: во время семейного траура жениться было нельзя, и Пушкин решил использовать образовавшуюся паузу для улаживания хозяйственных дел), и переезд героя на Б. Никитскую символически намекает на вхождение в новую семью.

## Сюжет
История рассказана автору приказчиком Б. В. Повесть начинается с того, что гробовщик Адриан Прохоров переезжает с улицы Басманной на Никитскую с двумя дочерьми. На новом месте он открывает свою похоронную лавку. Его приглашает к себе сосед из дома напротив, немец по имени Готлиб Шульц, отметить свою серебряную свадьбу. Адриан соглашается и в назначенное время отправляется с дочками к соседу.
Гости долго распивают пиво, после чего один из гостей, толстый булочник, поднял рюмку и воскликнул: «За здоровье тех, на которых мы работаем, unserer Kundleute (нем. — наших клиентов)!». Гости начали кланяться друг другу, тогда будочник Юрко повернулся к Адриану и сказал: «Пей, батюшка, за здоровье своих мертвецов». Это ужасно разозлило гробовщика; придя домой, он раздражённо объявляет, что позовёт к себе праздновать новоселье мертвецов, которых хоронил. Он лёг спать, однако вскоре его разбудили и позвали подготовить к похоронам умершую женщину.
Адриан вернулся домой поздней ночью и заметил у своей калитки человека в треуголке, который хотел войти в дом. Адриан подумал, что это вор, но, увидев его, гость подошёл к нему. Адриан пригласил его войти. Гробовщик заметил, что в его доме ходят люди. Он вошёл и увидел сидящих за столом пирующих мертвецов. В человеке, встретившего его на улице, Адриан узнал бригадира, похороненного во время проливного дождя. Тот пояснил, что они откликнулись на его приглашение (те, которые были в силах встать из могил).
Один из мертвецов, отставной сержант гвардии Пётр Петрович Курилкин, от которого остался только скелет, подошёл к Адриану, обрадованный встрече, и обнял его. Обняв его, он упомянул о нечестном случае, когда гробовщик продал ему гроб более низкого качества, но тем не менее не постеснявшись взять полную сумму. «Сосновый за дубовый, помнишь?» — напомнил скелет. Адриан со страхом оттолкнул скелет, тот упал и рассыпался. Все мертвецы, возмущённые его поступком, стали укорять его.
На этом месте Адриан проснулся, с ужасом вспомнил всё произошедшее, узнав, что он выпил много алкоголя на свадьбе, и с облегчением вздохнул, поняв, что это был сон.

## Хронология
Согласно указаниям, в тексте повести можно определить, что действие происходит в 1817 году, а гробовщиком Адриан стал в 1799.

## Ирония над масонством
В повести несколько раз встречаются иронические ссылки на масонские обычаи.
Объявление «Здесь продаются и обиваются гробы простые и крашеные, также отдаются напрокат и починяются старые» саркастически намекает на масонские ритуалы, во время которых человеческие черепа, кости, скелеты и гробы использовались как аллегорические предметы для изъяснения тайного смысла масонского учения. Так, во время посвящения в мастера ложи посвящаемый повергался в гроб тремя символическими ударами молота. Гроб, череп и кости символизировали презрение к смерти и печаль об исчезновении истины. Для ритуальных целей такого рода подержанные гробы, видимо, можно было «починять» или брать новые «напрокат».
И далее «…тремя франмасонскими ударами в дверь…». Число три у масонов в целом имеет мистическое значение. Троекратный стук в дверь, в частности, символизировал «три слова евангельских»: «Просите, и дано будет вам; ищите, и найдёте; стучите, и отворят вам».

## Адаптации
- Гробовщик — повесть Александра Дюма-отца, написанная на основе повести Пушкина и включённая в сборник «Воспоминания Антони»;
- В 1990 году Пётр Фоменко поставил телевизионный спектакль «Повести Белкина: Гробовщик»;
- В 2023 году по мотивам рассказа был снят эпизод анимационного сериала «Антология русского хоррора: Красный состав».